# ミズアオイ属
ミズアオイ属（ミズアオイぞく、学名：Monochoria、和名漢字表記：水葵属）は、ミズアオイ科に属する属。

## 特徴
淡水に生える抽水性植物で一年草。茎は、横に這う根茎になって斜上して葉が束生するか、または短い球茎状になって葉が根生する。葉身は線形、披針形、心形または矢じり形で、葉柄はふくれない。花茎の上側の葉は苞となって直立する花茎を包み、花茎の下側の葉は葉鞘となって上側の苞を包む。
花は総状花序、円錐花序または散形花序になってつく。花は両性花。花被片は6個あって基部まで離生し、内花被片がやや大きく、色は青紫色でときに緑色がかる。雄蕊は6個あり、うち5個の葯は黄色で小型、残りの1個は紫色で大型になり、葯は花糸に底着する。子房は上位で3室、胚珠は多数あって中軸胎座につき、柱頭の先端は頭状になる。果実は蒴果となり、胞背裂開する。種子は小型で縦に稜がある。

## 分布
アジア、アフリカ、オーストラリアの温帯から熱帯に分布し、8種あり、日本には2種が分布する。

## 種

### 日本に分布する種
- ミズアオイ Monochoria korsakowii Regel et Maack[4] - 茎は横に這う根茎となって斜上し、葉が束生する。葉身は心形で長さ5-20cm。花序は葉より上にあり、10-20個以上の花をつける。花被片は長さ15-20mm。日本での花期は8-10月。湖沼、水田、水路などに生える。日本では北海道、本州、四国、九州に、国外では東アジアに分布する[3]。準絶滅危惧(NT)（2012年環境省）。
- コナギ Monochoria vaginalis (Burm.f.) C.Presl ex Kunth[5] - 茎は短く直立または斜上し、葉は根生する。葉身は披針形、卵状披針形、卵心形で長さ3-7cm。花序は葉より下に位置し、数個から10個の花をつける。花被片は長さ8-15mm。日本での花期は8-10月。水田、ため池などに生える。日本では本州、四国、九州、琉球諸島に、国外ではアジア、オーストラリアに分布し、北アメリカ、ヨーロッパに移入分布する[3]。

### その他の種
学名は Monochoria, The Plant Listから、および分布地
- Monochoria africana (Solms) N.E.Br. - アフリカ大陸
- Monochoria australasica Ridl. - オーストラリア大陸北部
- Monochoria brevipetiolata Verdc. - 熱帯アフリカ西部から中央アフリカ
- Monochoria cyanea (F.Muell.) F.Muell. - インドシナ半島、オーストラリア大陸北部・北東部
- Monochoria hastate (L.) Solms - 熱帯および亜熱帯アジア、オーストラリア大陸北部

## 名前の由来
和名ミズアオイ属のミズアオイは、「水葵」の意で、水に生え、葉がアオイに似るため。また、属名 Monochoria は、ギリシャ語で mono + chorizo からなる語で、「一つの」+「離す」の意味で、雄蕊の1個が他の5個と異なることからくる名前。

## ギャラリー
- Monochoria korsakowii
ミズアオイ
- Monochoria vaginalis
コナギ
- Monochoria cyanea
- Monochoria hastate